# Venus Genetrix tempel
Venus Genetrix tempel (latin: Templum Veneris Genetricis) var ett tempel uppfört på Caesars forum i Rom. Den 8 augusti 48 f.Kr., dagen före slaget vid Farsalos, avgav Julius Caesar ett löfte att inviga ett tempel åt Venus Victrix, den segrande Venus. Efter att ha besegrat Pompejus i slaget valde dock Caesar att inviga templet åt Venus Genetrix, Venus Modern, Aeneas mor, från vilken Caesar ansåg sig härstamma. Invigningen ägde rum den 26 september 46 f.Kr.

## Beskrivning
Caesar uppdrog åt den grekiske skulptören Arcesilas att utföra ett staty föreställande Venus Genetrix. Han lät förse templet med flera värdefulla målningar, en samling med graverade ädelstenar och en staty i guld föreställande Kleopatra som gudinnan Isis. Därutöver skänkte han en bröstplåt med brittiska pärlor. Tempelfronten bestod av åtta korintiska kolonner och cellan hade kolonner i giallo antico. Själva kultstatyn för gudinnan Venus ska ha bestått av en staty av Venus Genetrix-typ. 
Caesars forum eldhärjades år 80 e.Kr. och templet återuppbyggdes av kejsar Domitianus. Senare restaurerades det av kejsar Trajanus och återinvigdes år 113 e.Kr. Frontonens sima var dekorerad med delfiner, snäckskal och treuddar, vilka alluderar på Venus och havet.

## Bilder
| - Plan över templet. - Fris med kupidoner som håller i krigsbyten. Från ombyggnaden under kejsar Trajanus 113 e.Kr. |